# Rhöndorf
La población de Rhöndorf forma parte del municipio de Bad Honnef, en Alemania; situada al pie del Siebengebirge, esta población, de nombre inicial Roonthorps, tiene origen franco y se remonta al 970. El nombre se interpreta como Pueblo del Rhin.
Es famoso sobre todo por albergar la residencia de Konrad Adenauer, primer Canciller de la República Federal de Alemania. Allí falleció y allí está enterrado. 
Tuvo su importancia en la historia de Alemania porque el 21 de agosto de 1949 Adenauer convocó aquí la "conferencia de Rhöndorf", para deliberar sobre la formación del gobierno después de las primeras elecciones al Parlamento federal.  
El lugar es además uno de los puntos más septentrionales de Alemania en que se produce vino. 

## Demografía[1]
| Año  | Habitantes |
| ---- | ---------- |
| 1816 | 387        |
| 1843 | 507        |
| 1871 | 433        |
| 1905 | 628        |
| 1970 | 1814       |
| 2012 | 2307       |